# Trachylepis variegata
Trachylepis variegata är en ödleart som beskrevs av  Peters 1870. Trachylepis variegata ingår i släktet Trachylepis och familjen skinkar. Inga underarter finns listade i Catalogue of Life.